# Шарлотта Уэльская
Принцесса Шарлотта Уэльская (англ. Princess Charlotte of Wales; полное имя Шарлотта Элизабет Диана Уэльская, англ. Charlotte Elizabeth Diana of Wales; род. 2 мая 2015, Лондон, Великобритания) — член британской королевской семьи, второй ребёнок Уильяма, принца Уэльского и принцессы Уэльской Кэтрин, внучка короля Карла III и принцессы Уэльской Дианы. С 8 сентября 2022 года занимает третье место в линии наследования британского престола после своего отца Уильяма и старшего брата Джорджа.

## Биография
Сведения о второй беременности герцогини Кембриджской были подтверждены официальным представителем королевского двора 8 сентября 2014 года. 20 октября того же года на официальном сайте герцогской четы было объявлено, что второй ребёнок Уильяма и Кэтрин появится на свет в апреле 2015 года. 2 мая в Лондоне, в госпитале Святой Марии, герцогиня родила девочку. 4 мая было объявлено, что новорожденная получила имя Шарлотта Элизабет Диана.
Крещение принцессы состоялось 5 июля 2015 года в церкви Святой Марии Магдалины в поместье Сандрингем в графстве Норфолк. Обряд провёл архиепископ Кентерберийский Джастин Уэлби, крёстными родителями стали кузены и близкие друзья герцога и герцогини Кембриджских. В соответствии с действующими в британской монархии правилами титулования особ, принадлежащих к королевскому дому, Шарлотта сразу после рождения получила право именоваться Её Королевское Высочество принцесса Шарлотта Кембриджская (в британской традиции полный официальный титул, как правило, не включает дополнительные личные имена).
Принцесса как правнучка королевы Елизаветы II, принадлежащая к старшей ветви Виндзорской династии, заняла четвёртое место в линии британского престолонаследия — после своего деда Чарльза, принца Уэльского, отца Уильяма, герцога Кембриджского, и старшего брата Джорджа Кембриджского. В 2018 году герцогиня Кэтрин родила ещё одного сына, Луи, но Шарлотта благодаря принятому в 2013 году принципу абсолютного первородства стала первой принцессой в истории британской монархии, которая не опустилась в линии престолонаследия ниже младшего брата.
Шарлотта жила с семьёй в Анмер-холле в Норфолке, в 2017 году переехала в Кенсингтонский дворец. С января 2018 года посещала детский сад, который находится в Лондоне, недалеко от Кенсингтонского дворца. В сентябре 2019 года поступила в школу Баттерси, где к тому моменту учился её брат Джордж. В 2022 году семья переехала в коттедж Аделаиды в Виндзорском парке, после чего Шарлотта начала посещать вместе с братьями Ламбрук — независимую подготовительную школу в Беркшире.
После смерти своей прабабушки Елизаветы II 8 сентября 2022 года принцесса получила титулование Шарлотта Корнуолльская и Кембриджская, а 9 сентября того же года, когда её дед (теперь король Карл III) присвоил титул принца Уэльского её отцу, — Шарлотта Уэльская. В линии британского престолонаследия она стала третьей. В конце 2022 года в СМИ появились сообщения о том, что Шарлотта может получить титул герцогини Эдинбургской в своём праве (suo jure). По словам одного из журналистов, «это был бы достойный способ почтить память королевы [Елизаветы II], которая, конечно же, носила титул герцогини Эдинбургской, и способ для Его Величества почтить линию преемственности». Однако вскоре после этого герцогом Эдинбургским стал брат короля Эдвард, как предполагалось изначально.
Шарлотта и её братья иногда сопровождают своих родителей на королевских приёмах, во время международных туров и дипломатических визитов. Каждое появление принцессы на публике и каждое опубликованное фото вызывают ажиотаж в СМИ. Статистика покупок и результаты опросов показывают, что Шарлотта — главная икона детского стиля в Великобритании. Журналисты Brand Finance подсчитали, что за свою жизнь она принесет британской экономике более 3 миллиардов фунтов стерлингов. По данным Reader’s Digest, это будут 3,6 миллиарда фунтов стерлингов.